# سلست (تگزاس)
سلست، تگزاس(به انگلیسی: Celeste, Texas) شهری در ایالت تگزاس از ایالات جنوبی ایالات متحده آمریکا است. در سرشماری سال ۲۰۰۰، جمعیت این شهر ۸۱۷ نفر اعلام شد.